# Richie Mo'unga

a Compétitions nationales et continentales officielles uniquement.

b Matchs officiels uniquement.
Dernière mise à jour le 21 octobre 2023.
Richard Mo'unga, né le 25 mai 1994 à Christchurch (Nouvelle-Zélande), est un joueur de rugby à XV néo-zélandais évoluant au poste de demi d'ouverture. Il évolue avec le club des Toshiba Brave Lupus en Top League depuis 2024. Il mesure 1,79 m pour 86 kg. Lors de la Coupe du monde 2019, il est le demi d'ouverture et le buteur des All Blacks. 

## Biographie
Richie Mo'unga naît d'un père tongien et d'une mère samoane. Il grandit dans une famille sportive. Ses deux frères aînés sont des joueurs amateurs de Rugby à XIII. Ce sont eux qui estimant que le jeune Richie est trop petit, le dirigent vers le Rugby à XV.

## Carrière

### En club
Richie Mo'unga fait ses débuts professionnels en 2013 avec la province de Canterbury en NPC, alors qu'il n'est âgé que de 19 ans et n'était présent que dans le groupe d'entrainement élargi. Il couvre alors l'absence des internationaux Dan Carter, Colin Slade et Tom Taylor. Pour la saison 2014, il devient un membre à part entière de la province. Il s'impose peu à peu comme un joueur important de la province grâce à ses qualités de buteur et d'animation, ce qui lui vaut d'être considéré comme un grand espoir du poste.
En 2016, il est retenu pour évoluer avec la franchise des Crusaders en Super Rugby. Il réussit une bonne première saison, comblant de façon efficace les nombreux départs à son poste, et terminant à la cinquième place du classement des meilleurs réalisateurs avec 179 points. Il prolonge ensuite avec la fédération néo-zélandaise et les Crusaders jusqu'en 2019.
En 2019, après avoir mené son équipe à trois titres en trois ans, il prolonge son contrat jusqu'en 2022. Il continue ensuite de remporter des titres avec les Crusaders, en gagnant le Super Rugby Aotearoa en 2020 et 2021,.
En fin d'année 2023, il est récompensé lors des Prix World Rugby lorsqu'il est sélectionné dans le XV masculin de l'année.
Après le Mondial 2023, il signe au sein du club japonais du Toshiba Brave Lupus pour trois saisons. 

### En équipe nationale
En 2014, il est sélectionné avec l'équipe de Nouvelle-Zélande des moins de 20 ans pour disputer le championnat du monde.
Il est sélectionné pour la première fois avec les All Blacks en octobre 2017, en remplacement de Beauden Barrett victime d'une commotion cérébrale, en prévision du dernier match de la Bledisloe Cup. S'il n'est pas retenu pour ce match, il participe dans la foulée à la tournée de novembre en Europe, où il dispute uniquement le match de milieu de semaine contre France XV à Lyon, le 14 novembre 2017,.
Il connait sa première cape internationale le 23 juin 2018 à l’occasion d’un match contre l'équipe de France à Dunedin.
En août 2019, il est retenu dans le groupe de 31 joueurs sélectionné pour disputer la Coupe du monde au Japon. Il dispute cinq matchs de la compétition, tous comme titulaire en demi d'ouverture, déplaçant alors Beauden Barrett au poste d'arrière,. Son équipe termine le tournoi à une décevante troisième place, et le choix de Steve Hansen de placer Mo'unga à l'ouverture est critiqué par les médias néo-zélandais.
Après le mondial, Mo'unga continue d'avoir la confiance du nouveau sélectionneur Ian Foster, qui le maintient comme titulaire habituel à l'ouverture. 
Il est de nouveau retenu pour participer à la Coupe du monde 2023, il s'illustre notamment en finale où il inscrit deux pénalités. Cependant les All Blacks s'inclineront face à l'Afrique du Sud sur le score de 12 à 11.  
Le 23 novembre 2023, il annonce mettre une pause à sa carrière internationale. 

## Palmarès

### En club et province
- Vainqueur du NPC en 2013, 2015, 2016 et 2017 avec Canterbury.
- Vainqueur du Super Rugby en 2017, 2018, 2019, 2022 et 2023 avec les Crusaders.
- Vainqueur du Super Rugby Aotearoa en 2020 et 2021 avec les Crusaders.
- Vainqueur de la Japan Rugby League One en 2024 avec les Toshiba Brave Lupus Tokyo.

### En équipe nationale
- Vainqueur du Rugby Championship en 2018, 2020, 2021, 2022 et 2023.

### Distinctions personnelles
- Membre du XV masculin de l'année World Rugby en 2023

## Statistiques
Au 1er octobre 2024, Richie Mo'unga compte 56 capes en équipe de Nouvelle-Zélande, dont 40 en tant que titulaire, depuis le 23 juin 2018 contre l'équipe de France à Dunedin. Il inscrit 464 points. Avec les Kiwis, il dispute deux Coupe du monde en 2019 et en 2023. Il participe à six éditions du Rugby Championship, en 2018, 2019, 2020, 2021, 2022 et 2023. Il dispute seize rencontres dans cette compétition,.